# Sam Shepard
Sam Shepard (født 5. november 1943 i Fort Sheridan, Illinois, død 27. juli 2017) var amerikansk dramatiker, manuskriptforfatter, forfatter og skuespiller.
Sam Shepard skrev mere end 40 skuespil. I 1979 fik han Pulitzerprisen for sit skuespil Buried Child, og i 1984 blev han Oscarnomineret for sin rolle som Chuck Yeager i Mænd af den rette støbning. Hans karriere som dramatiker begyndte i 1964 i New York, hvor hans to en-aktere Cowboys og Rock Garden blev opsat i St. Marks Church af Theater Genesis. Hans første helaftensskuespil, La Turista, vandt en Obie Award i 1967. Sam Shepard havde i en årrække et tæt samarbejde med off-off-Broadway teatergrupperne La Mama og Caffe Cino, og han har været husdramatiker ved Magic Theater i San Francisco. Han skrev manuskript til Wim Wenders' film Paris, Texas, der vandt Den Gyldne Palme ved filmfestivalen i Cannes i 1984.

## Skuespil (som dramatiker)
- 1964 Cowboys
- 1964 The Rock Garden
- 1965 Chicago (DK titel: Chicago )
- 1965 Icarus's Mother (DK titel: Icaros' mor)
- 1965 4-H Club
- 1966 Red Cross (DK titel: Rødt kors)
- 1967 La Turista
- 1967 Cowboys #2
- 1967 Forensic & the Navigators
- 1969 The Unseen Hand
- 1969 Oh! Calcutta! (bidrog med sketches)
- 1970 The Holy Ghostly
- 1970 Operation Sidewinder
- 1971 Mad Dog Blues
- 1971 Back Bog Beast Bait
- 1971 Cowboy Mouth (skrevet med Patti Smith)
- 1972 The Tooth of Crime (DK titel: Crime - En rockstjernes nedtur)
- 1975 Action
- 1975 Killer's Head (DK titel: I morderens hoved)
- 1976 Suicide in B Flat
- 1976 Angel City (DK titel: Englenes by)
- 1977 Inacoma
- 1978 Buried Child (DK titel: Begravet barn)
- 1978 Curse of the Starving Class
- 1978 Tongues (skrevet med Joseph Chaikin)
- 1980 True West (DK titler: Ta’ Vestpå, Drenge! / True West)
- 1981 Savage/Love (skrevet med Joseph Chaikin) (DK titel: Spelling Love)
- 1983 Fool for Love (DK titel: Fool for Love)
- 1985 A Lie of the Mind
- 1987 A Short Life of Trouble
- 1991 States of Shock (DK titel: Choktilstand)
- 1993 Simpatico (DK titel: Simpatico)
- 1995 Buried Child (Revideret udgave)
- 1998 Eyes for Consuela
- 2000 The Late Henry Moss
- 2001 Black Hawk Down
- 2004 The Notebook
- 2004 The God of Hell
- 2007 Kicking a Dead Horse
- 2009 Ages of the Moon

## Filmografi (som manuskriptforfatter)
- 1970: Zabriskie Point
- 1984: True West
- 1984: Paris, Texas
- 1985: Fool For Love
- 2005: Don't Come Knocking

## Filmografi (som skuespiller)
- 1978: Himlen på jorden
- 1980: Resurrection
- 1981: Raggedy Man
- 1982: Frances
- 1983: Mænd af den rette støbning
- 1984: Country
- 1985: Fool for Love
- 1986: Crimes of the Heart
- 1987: Baby Boom
- 1989: Steel Magnolias
- 1991: Homo Faber
- 1991: Bright Angel
- 1991: Defenseless
- 1992: Thunderheart
- 1993: The Pelican Brief
- 1994: Safe Passage
- 1997: The Only Thrill
- 1999: Curtain Call
- 1999: Snow Falling on Cedars
- 2000: Hamlet
- 2000: All the Pretty Horses
- 2000: One Kill
- 2001: The Pledge
- 2001: Swordfish
- 2001: Black Hawk Down
- 2002: Leo
- 2004: Blind Horizon
- 2004: The Notebook
- 2005: Don't Come Knocking
- 2005: Stealth
- 2006: Bandidas
- 2006: The Return
- 2007: The Assassination of Jesse James by the Coward Robert Ford
- 2008: The Accidental Husband
- 2008: Felon

## Filmografi (som instruktør)
- 1988: Far North
- 1994: Silent Tongue

## Priser
- 1979: Pulitzerprisen for Bedste skuespil for Buried Child
- 1984: Oscar-Nominering for Bedste birolle i Mænd af den rette støbning

## Fodnoter
1. ↑  Sam Shepard er død | BT Udland - www.bt.dk